# 井上拓哉
井上 拓哉（いのうえ たくや、1995年11月7日 - ）は、日本の俳優。
兵庫県出身。ワタナベエンターテインメント所属。ワタナベエンターテインメントの俳優集団「劇団Patch」のメンバー。

## 人物
身長172cm。体重52kg。血液型B型。
趣味は野球、テニス、時計コレクト。特技はバスケットボール。
NHK連続テレビ小説には『あさが来た』から『おむすび（テレビドラマ）』まで、大阪放送局制作の7作品に出演している。

## 出演

### 舞台

#### 劇団Patch公演
本公演
- OLIVER BOYS（2012年）※デビュー作
- 巌窟少年（2013年）
- 白浪クインテット（2013年）
- 観音クレイジーショー（2014年）
- SPECTER（2015年）
- 幽悲伝（2015年）
- 磯部磯兵衛物語〜浮世はつらいよ〜（2016年） - 主演：磯部磯兵衛 役
  - 磯部磯兵衛物語〜浮世はつらいよ〜天晴版（2016年） - 主演：磯部磯兵衛 役

- Patch stage vol.12『ボクのシューカツ。』（2018年10月～11月） -大原役
- Patch stage vol.13『カーニバル！カーニバル！カーニバル！カーニバル！カーニバル！カーニバル！カーニバル！カーニバル！カーニバル！カーニバル！カーニバル！カーニバル！カーニバル！』（2019年10月～11月） -斉天大聖 孫悟空役

Patch8番勝負
- 11人の嫉妬する男たち〜11 JEALOUS MEN〜（2014年）
- 殺人の原稿犯で逮捕します（2014年）
- 森ノ宮演出家連続殺害事件（2014年）
- 沈黙のZOO（2014年）
- 筋肉少年（2014年）

その他公演
- アキナとPatch（2016年）
- Patch × TRUMP series 10th ANNIVERSARY『SPECTER』（2019年3月～4月） -ヒューゴ役
- カンテレ×劇団Patchプロジェクト 音楽朗読劇『マインド・リマインド〜I am…〜』（2020年12月 - 2021年1月）

#### 外部公演
- 大坂の陣400年天下一祭（2014年）
- 月刊コント（2014年）
- オンタマジャクシ（2016年）
- 朗読劇『Love Later』ポストよしもと（2018年）
- ナイスコンプレックスプロデュース#3 舞台『12人の怒れる男』（2019年7月～8月） - 陪審員第七号役
- 舞台『a live house〜そこから星が見えますか？〜』（2019年10月）
- ブシプロ第3回公演『BURAI2』（2019年12月）
- iaku『はぐらかしたり、もてなしたり』（2025年6月 - 8月）[4]
- 松竹創業130周年『スイートホーム ビターホーム』（2025年12月〈予定〉） - 丸元翔太役[5]

### 映画
- 僕は友達が少ない（2014年） - 学生 役
- ラブラブROUTE21（2014年） - 勅使河原 役
- 心が叫びたがってるんだ。（2017年） - 渋谷昭久 役
- 「決算！忠臣蔵」（2019年）
- 「居眠り磐音」（2019年）
- 「映画 おっさんのパンツがなんだっていいじゃないか!」（2025年）[6]
- わたしかもしれない（仮題）（2025年公開予定） - 秋田誠治 役[7][8][9]

### テレビドラマ
- 浪速伝説トライオー（2013年、テレビ大阪）
- 刑事110キロ（2013年、テレビ朝日） - 高校生 役
- D-BOYS 10th Anniversary Project ショートフィルム フェスティバル「10分な学級会」（2014年）
- 連続テレビ小説（NHK）
  - あさが来た（2015年） - 村田清二 役
  - べっぴんさん（2016年） - 中山照之 役
  - わろてんか（2017年） - 豆蔵 役
  - まんぷく（2018年） - 香田重之 役
  - おちょやん（2020年） - 富川福助 役[10][11][12]
  - 虎に翼（2024年8月13日 - 9月6日）- 漆間昭 役[13]
  - おむすび（2025年） - 井上晴哉 役
- 僕と私の、ひらパー姉さん（2016年、朝日放送テレビ） - 江口良平 役[14]
- 大阪環状線 ひと駅ごとの愛物語 Part1 第1話（2016年1月13日、関西テレビ） - 宮本 役
- 石川五右衛門 第7話 - 最終話（2016年11月25日 - 12月1日、テレビ東京） - 白虎 役
- ウルトラマンオーブ 第18話（2016年11月5日、テレビ東京） - タカヒロ 役
- 大河ドラマ いだてん〜東京オリムピック噺〜（2019年、NHK） - 藤縄忠 役
- ディア・ペイシェント〜絆のカルテ〜（2020年7月17日 - 9月18日、NHK総合） - 牧村圭吾 役[15]
- ホテルマン東堂克生の事件ファイル〜八ヶ岳リゾート殺人事件〜（2022年1月22日、BS-TBS） - 清水大樹 役
- 僕たちの校内放送 第3話（2023年8月16日、フジテレビ） - 菊池小二郎 役
- 下剋上球児（2023年10月15日 - 12月17日、TBS） - 郷田 役
- おっさんのパンツがなんだっていいじゃないか!（2024年1月6日 - 3月16日、東海テレビ・フジテレビ） - 原西匠 役
  - おっさんのパンツがなんだっていいじゃないか!SP（2025年6月28日、東海テレビ・フジテレビ）
- スナック女子にハイボールを 第7話（2024年5月17日、中京テレビ） - イベンター 役[16]
- 磯部磯兵衛物語〜浮世はつらいよ〜（2024年7月12日 - 、WOWOW） - 花岡華男 役[17]
- 日本一の最低男 ※私の家族はニセモノだった 第10話（2025年3月13日、フジテレビ） - 記者 役[18]

### テレビ番組
- ビーバップ!ハイヒール
- イケメン食堂（2012年）
- F×Patch（2012年）
- B×Patch（2013年）
- Patch全開!（2013年）
- 歴史秘話ヒストリア（2013年） - ジョン万次郎 役

### ラジオ
- どっちもPatch!?（2013年 - 2016年）
- ボクら劇団Patchです!!（2014年 - 2016年）

### 雑誌
- 関西ウォーカー Patchのチャレンジ道場（2012年）

### イベント
- 中之島春の文化祭（2015年）
- アニメイト×劇団Patch6ヶ月連続イベント（2015年）
- 劇団Patchのパッチこーい!!（2016年）
- ゆるスポフェスティバル（2016年）
- ゲームコロシアム〜劇団Patch×プリマ旦那河野〜（2016年）
- 劇団パッチと噴水危機一髪対決!（2016年）
- 24時間テレビ 「愛は地球を救う」39（2016年）